# Eisdorf (Lübbenau/Spreewald)
Eisdorf, niedersorbisch Stańšojce, ist seit dem 26. Oktober 2003 ein Gemeindeteil im Ortsteil Kittlitz der Stadt Lübbenau/Spreewald im Norden des Landkreises Oberspreewald-Lausitz im Süden von Brandenburg. Bis zur Eingemeindung nach Kittlitz am 1. Januar 1967 war Eisdorf eine eigenständige Gemeinde. Am 31. Dezember 2022 hatte Eisdorf 121 Einwohner.

## Lage

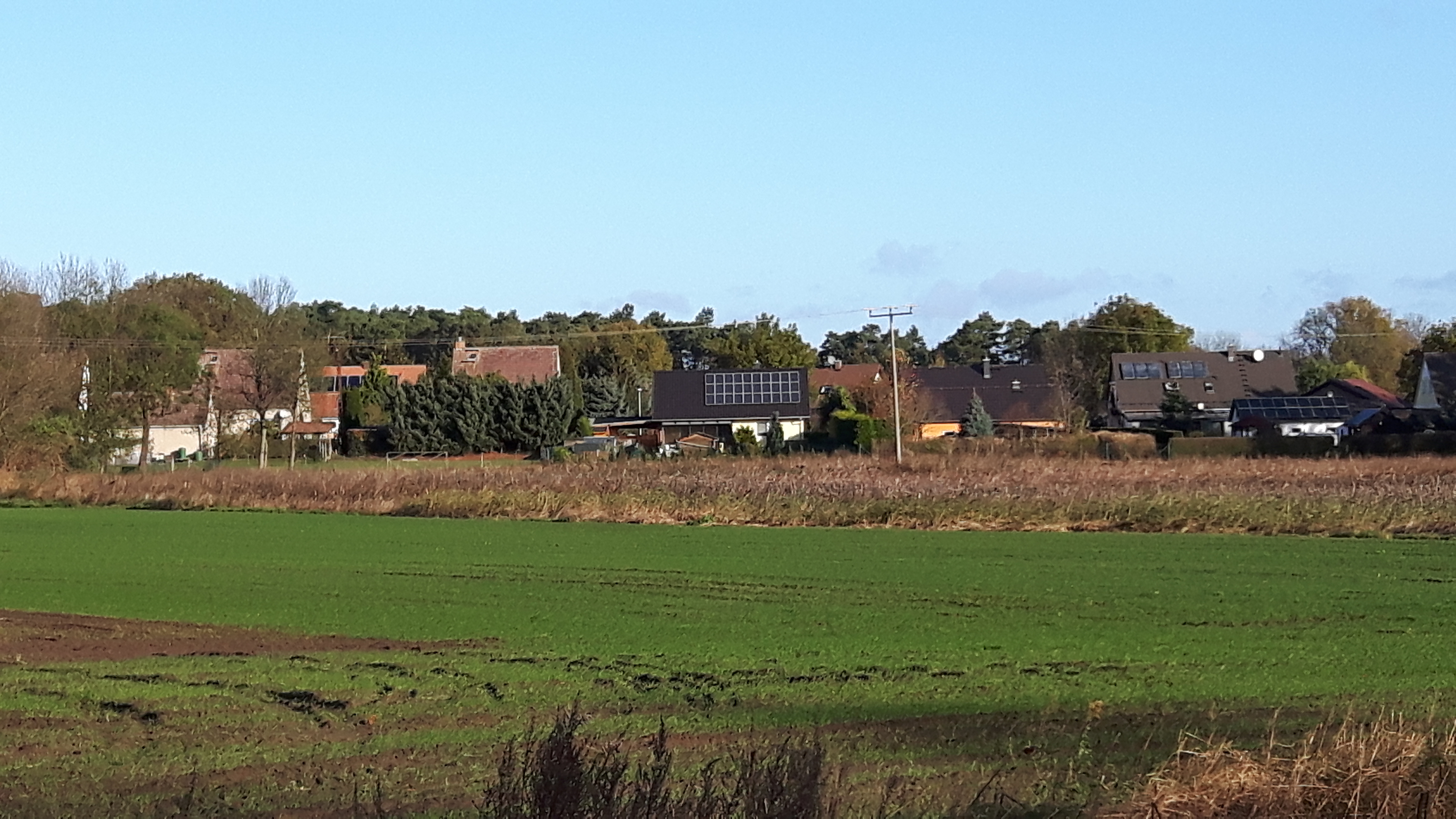
Blick auf den Ort

Eisdorf liegt in der Niederlausitz östlich des Naturparks Niederlausitzer Landrücken und südlich des Spreewalds. Unweit des Ortes liegen die Seen Bischdorfer See und Schönfelder See, die aus ehemaligen Tagebauen entstehen.
Im Norden grenzt Eisdorf an die Lübbenauer Ortsteile Zerkwitz, Krimnitz und Groß Beuchow mit Klein Beuchow sowie die Stadt Lübbenau/Spreewald und der Gemeindeteil Klein Klessow. Im Osten folgen die Ortsteile Boblitz, Groß Lübbenau und Groß Klessow mit seinem Gemeindeteil Redlitz. Im Südosten jenseits des ehemaligen Tagebaus Seese-West liegt Bischdorf. Direkt südlich von Eisdorf liegt Kittlitz und weiter im Süden der Calauer Ortsteil Buckow. Südwestlich liegen die Gemeindeteile Lichtenau und Schönfeld. Im Westen auf der gegenüberliegenden Seite des ehemaligen Tagebaus Schlabendorf-Nord liegen der Lübbenauer Ortsteil Hindenberg und die Orte Willmersdorf-Stöbritz und Egsdorf, die bereits zum Landkreis Dahme-Spreewald gehören.

## Geschichte

### Ortsgeschichte
Die Überlieferung des Ortsnamens setzt verhältnismäßig spät ein, um 1400 Eystorff, 1447 Yserstorff, 1509 Eygestorf und 1573 als Eisdorff. Die niedersorbische Namensform wurde 1761 als Schtańojze und 1843 als Stańšojce genannt. Im deutschen Namen ist wahrscheinlich ein mit Eig- beginnender Personenname wie Eighardt enthalten. Diese Form war bereits abgeschliffen, als die niedersorbische Namensform gebildet wurde. Dabei handelt es sich um eine patronymische Bildung zum Personennamen Staniš, eine Kurzform des Namens Stanislav oder Stanimir, mit dem Suffix -ojce.
Im Ergebnis des Wiener Kongresses kam Eisdorf mit der gesamten Niederlausitz an das Königreich Preußen und gehörte zum Landkreis Calau. Mit der brandenburgischen Kreisreform 1950 schied Eisdorf mit weiteren Gemeinden aus dem Landkreis Calau, der in den Landkreis Senftenberg umgewandelt wurde, aus und wurde dem Landkreis Lübben (Spreewald) angegliedert. Im Jahr 1952 kamen die Orte an den neu gegründeten Kreis Calau.
Zum 1. Januar 1967 wurde Eisdorf nach Kittlitz eingemeindet. Im Jahr 1976 gab es in Eisdorf sieben landwirtschaftliche Anwesen. Diese hatten sich bereits 1960 zur Landwirtschaftlichen Produktionsgenossenschaft Typ I „Vereinte Kraft“ zusammengeschlossen.
Am 26. Oktober 2003 wurden Kittlitz mit seinen Gemeindeteilen darunter Eisdorf und die Orte Boblitz, Groß Beuchow, Bischdorf, Groß Klessow, Hindenberg, Groß Lübbenau, Klein Radden, Leipe sowie Ragow in Lübbenau/Spreewald als Ortsteile eingegliedert.
Eisdorf gehört zum Kirchenkreis Niederlausitz.

### Einwohnerentwicklung
| Einwohnerentwicklung in Eisdorf von 1875 bis 1964 | Einwohnerentwicklung in Eisdorf von 1875 bis 1964 | Einwohnerentwicklung in Eisdorf von 1875 bis 1964 | Einwohnerentwicklung in Eisdorf von 1875 bis 1964 |
| Jahr                                              | Einwohner                                         | Jahr                                              | Einwohner                                         |
| ------------------------------------------------- | ------------------------------------------------- | ------------------------------------------------- | ------------------------------------------------- |
| 1875                                              | 91                                                | 1890                                              | 90                                                |
| 1910                                              | 91                                                | 1925                                              | 96                                                |
| 1933                                              | 91                                                | 1939                                              | 162                                               |
| 1946                                              | 103                                               | 1950                                              | 98                                                |
| 1964                                              | 72                                                |                                                   |                                                   |

## Wirtschaft und Infrastruktur
Eisdorf liegt südlich des Autobahndreiecks Spreewald, an dem die nördlich des Ortes verlaufende Bundesautobahn 15 in die direkt westlich verlaufende Bundesautobahn 13 übergeht. An die A 13 ist Eisdorf über die Anschlussstelle Kittlitz angebunden.